# Quercus iltisii
Quercus iltisii, és una espècie del gènere Quercus dins de la família de les fagàcies. Està classificada en la secció dels roures vermells d'Amèrica del Nord, Centreamèrica i el nord d'Amèrica del Sud que tenen els estils llargs, les glans maduren en 18 mesos i tenen un sabor molt amarg. Les fulles solen tenir lòbuls amb les puntes afilades, amb truges o amb pues en el lòbul.

## Distribució i hàbitat
És un endemisme de Mèxic on es distribueix per Jalisco i Colima.

## Taxonomia
Quercus iltisii va ser descrita per Luz María González Villarreal i publicat a Brittonia 55(1): 54. 2003.
Etimologia
Quercus: nom genèric del llatí que designava igualment al roure i a l'alzina.
iltisii: epítet atorgat en honor del botànic Hugh Hellmut Iltis.